# Juraj Kucka
Juraj Kucka, född 26 februari 1987 i Bojnice, Tjeckoslovakien (nuvarande Slovakien), är en slovakisk fotbollsspelare som spelar för Slovan Bratislava och Slovakiens landslag.

## Karriär
I januari 2019 värvades Kucka av Parma, där han skrev på ett 3,5-årskontrakt. Den 6 augusti 2021 lånades Kucka ut till Watford på ett säsongslån.
Den 23 juni 2022 blev Kucka klar för Slovan Bratislava, där han skrev på ett tvåårskontrakt.